# Farley (Missouri)

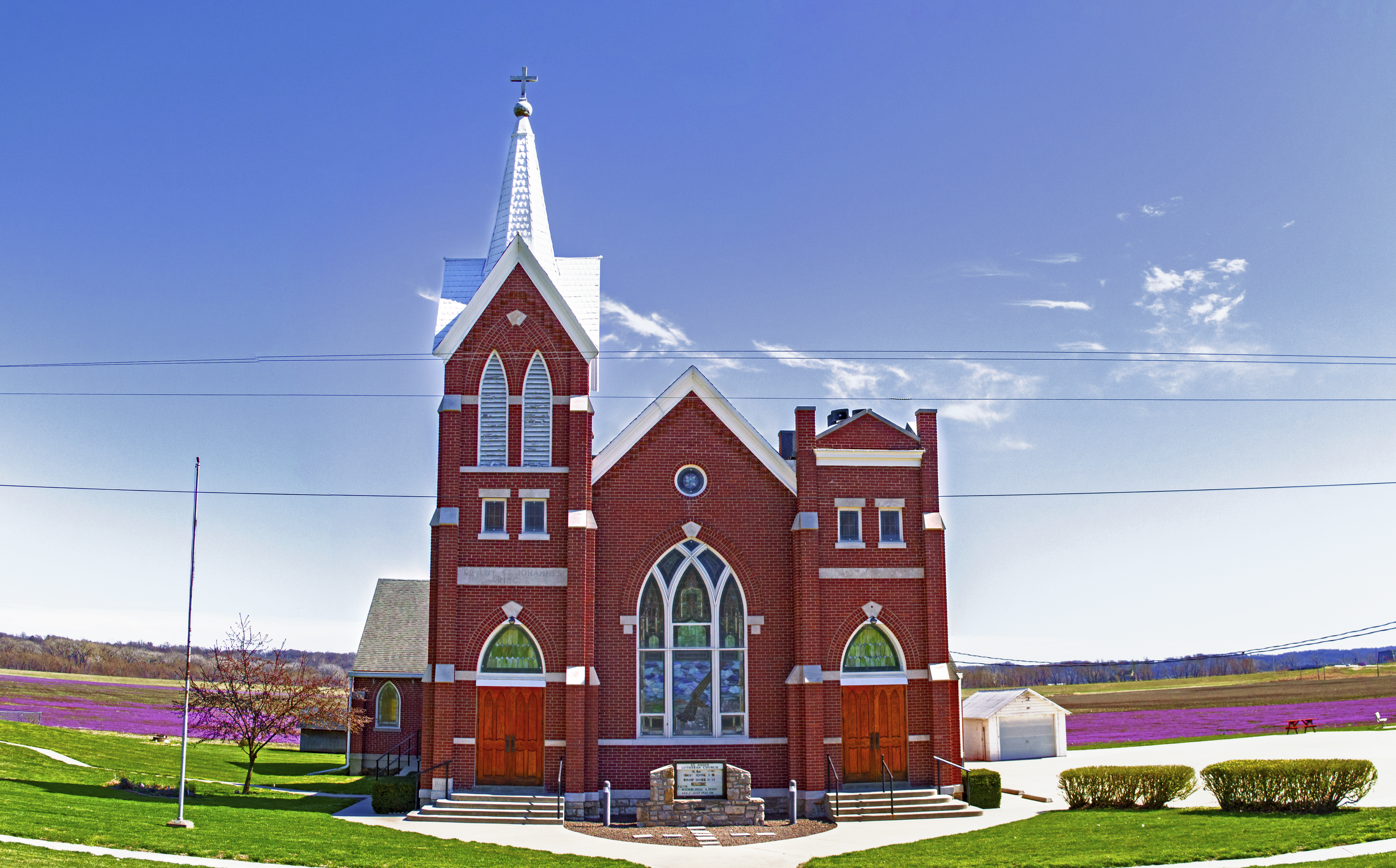
Igreja Luterana de São João em Farley, Missouri, Estados Unidos da América

Farley é uma vila localizada no estado americano de Missouri, no Condado de Platte.

## Demografia
Segundo o censo americano de 2000, a sua população era de 226 habitantes.
Em 2006, foi estimada uma população de 246, um aumento de 20 (8.8%).

## Geografia
De acordo com o United States Census Bureau tem uma área de
1,9 km², dos quais 1,9 km² cobertos por terra e 0,0 km² cobertos por água.

## Localidades na vizinhança
O diagrama seguinte representa as localidades num raio de 16 km ao redor de Farley.